# Johnny Ekström
Johnny Douglas Ekström, född 5 mars 1965 i Örgryte, är en svensk före detta fotbollsspelare. Sina största fotbollsframgångar nådde han i IFK Göteborg.

## Klubblagskarriär
Johnny Ekström är en av få som gått hela vägen från IFK Göteborgs pojklag upp till A-laget. Under sin första tid i IFK:s A-lag var han tredjeval bakom Torbjörn Nilsson och Mats Gren. Efter att Mats Gren lämnat blev Ekström ordinarie bredvid den rutinerade Nilsson. Den största framgången kom 1986 då Ekström och IFK Göteborg nådde semifinal i dåvarande Europacupen för mästarlag (nuvarande Uefa Champions League), där IFK vann semifinalen med 3-0 hemma mot FC Barcelona. Ekström passade fram till alla tre målen. IFK förlorade dock returen, där Ekström träffade både ribba och stolpe, och ett mål tvivelaktigt bortdömt på Camp Nou. Semifinalen slutade efter straffsparksläggning.
Ekström var därefter väldigt nära att hamna i Barcelona som proffs, men på grund av Gary Linekers succé i VM 1986, värvade Barcelona Lineker istället och rev Ekströms kontrakt . 
Den 22 oktober 1986 spelade Ekström i Blåvitt i UEFA-cupens andra omgång mot östtyska BSG Stahl Brandenburg, innan Ekström strax därefter blev proffs i Italien, och Empoli FC som var nykomlingar i Serie A. Vid denna tidpunkt fick det bara spela två utländska spelare per lag, och dåvarande världens bästa fotbollsspelare, såsom Maradona och Platini spelade i den italienska ligan. Den 26 oktober 1986 gjorde Ekström debut i Empoli, då de mötte Sampdoria. Ekströms första mål i Empoli var ett segermål i Florens-derbyt mot Fiorentina, 30 november 1986. Empoli spelade en väldigt defensiv inriktad fotboll, och gjorde bara tretton mål på hela säsongen men lyckades ändå sluta på trettonde plats och klara sig kvar i Serie A. Ekström, blev lagets bäste målskytt med bara tre gjorda mål. Säsongen efter gjorde Ekström fem mål men Empoli slutade sist i tabellen och åkte ner i Serie B igen. Han gjorde ändå ett stort intryck i den italienska ligan, och när Maradona fick frågan i augusti 2006 om vem som var den bästa svenska fotbollsspelaren genom alla tider svarade han Johnny Ekström.
Han fick sedan ett erbjudande av Terry Venables som då var i Tottenham, men den tyske sportchefen i FC Bayern München, Uli Hoeness, var förtjust i Ekström, och svensken valde att gå till den tyska storklubben. Han gjorde mål direkt i debuten i Bayern München mot Eintracht Frankfurt 23 juli 1988. I den tyska storklubben spelade Ekström i 23 ligamatcher, men fick mestadels vara inhoppare. Ekströms mest lyckade inhopp kom i bortamatchen mot VfB Stuttgart, då han kom in i 78:e minuten vid ställningen 1-1 och två minuter senare gjorde vinstmålet. Ekström fick däremot vara med och bli tysk mästare 1989 under ledning av tränaren Jupp Heynckes. Men efter totalt elva mål i liga och cuper ville de tyska mästarna ha en annan spelartyp, så Ekström såldes, tillsammans med östtyske Norbert Nachtweih, för 3 300 000 D-mark till AS Cannes.
Efter en mindre lyckad sejour på den Franska Rivieran, där han bl.a. spelade med en ung Zinedine Zidane, gick Ekström tillbaka till IFK Göteborg och Allsvenskan i augusti 1991. Året därpå deltog IFK Göteborg i gruppspelet av första upplagan av Champions League. Ekström gjorde fem mål i turneringen vilket gav honom en femteplats i skytteligan när hans Blåvitt kom tvåa i gruppen bakom finalisten AC Milan.
Efter succén i Göteborg återvände Ekström till Italien och AC Reggiana, men denna gången blev det kortvarigt och lite speltid. Ekström hann dock göra ett mål i återkomsten till Serie A, i bortamatchen mot Udinese 17 oktober 1993. Han blev istället utlånad i januari till Real Betis i Spanska andradivisionen, där det blev två mål på sju matcher mellan januari och mars. 20 augusti 1994 gjorde Ekström mål mot Werder Bremen i tyska Bundesliga, när han debuterade i Dynamo Dresden och trivdes bra. I Dynamo Dresden blev det totalt 7 mål på 30 matcher. Eintracht Frankfurt blev Ekströms sista utländska klubbadress, dit han flyttade till i maj 1995. En säsong i Bundesliga, samt en i 2. Fußball-Bundesliga, innan Ekström flyttade hem till Sverige sommaren 1997, och avslutade sin karriär i IFK Göteborg. Sista matchen i Blåvitt blev ett inhopp i Allsvenskan 27 oktober 1998 mot Helsingborgs IF.
Han kallades "Kallebäcksexpressen", "Il Ciclone" och "Johnny Bråttom" tack vare sin snabbhet.
Det blev comeback 2003 med spel i Division 5-klubbarna Göteborgs FF och sedan i Gårda BK, tillsammans med Kennet Andersson och Thomas Ravelli.
Ekström bor och arbetar idag som fastighetsskötare i Göteborg.

## Landslagskarriär
Ekström debuterade i det svenska landslaget 1 maj 1986 mot Grekland. Han gjorde flest mål i landslaget samma år, 6 mål på 8 landskamper. Men Sverige misslyckades att kvalificera sig till EM 1988 på grund av en förlust mot Portugal och en mot Italien. 
I VM-kvalmatchen mot England den 6 september 1989 var det Ekström som nickade ihop med mittbacken Terry Butcher, som fortsatte att spela blodig resten av matchen på Råsunda.
Bland Ekströms totalt 13 mål på 47 landskamper gjorde han ett klassiskt mål 25 oktober 1989. Det var i VM-kvalmatchen borta mot Polen i Chorzów, då Ekström drev bollen med hög fart, från halva planen förbi två spelare samt målvakt och gjorde målet som säkrade Sveriges biljett till VM 1990. 
I VM startade Sverige med Mats Magnusson och nya stjärnskottet Tomas Brolin. Ekström kom först in som avbytare i den andra gruppspelsmatchen mot Skottland. I Sveriges 3:e gruppspelsmatch mot Costa Rica startade han och gjorde det svenska målet, vilket också var VM-historiens 1 400:e mål. 
Ekström var med i truppen till EM 1992, satt på bänken i inledande matchen mot Frankrike, men gjorde inhopp i alla resterande matcherna. 
Han deltog även i fyra matcher i kvalet till VM 1994, men tackade nej till fortsatt landslagsspel efter ett inhopp i kvalmatchen mot Bulgarien 8 september 1993.
Ekström gjorde en sista landskamp i en träningsmatch mot Cypern 8 mars 1995, där han gjorde sitt sista mål för landslaget.